# Spoorlijn Duisburg-Neumühl - Duisburg-Hamborn
De spoorlijn Duisburg-Neumühl - Duisburg-Hamborn was een Duitse spoorlijn en was als spoorlijn 2306 onder beheer van DB Netze.

## Geschiedenis
Het traject werd door de Preußische Staatseisenbahnen geopend op 15 oktober 1912.  

## Aansluitingen
In de volgende plaatsen was er een aansluiting op de volgende spoorlijnen:
Duisburg-Neumühl
DB 2206, spoorlijn tussen Wanne-Eickel en Duisburg-Ruhrort
DB 2260, spoorlijn tussen de aansluiting Grafenbusch en Duisburg-Neumühl
Duisburg-Hamborn
DB 2271, spoorlijn tussen Oberhausen en Wesel
lijn tussen Hamborn Rbf en Zeche Lohbruch